# Friedrichsdorf
Friedrichsdorf är en stad i Hochtaunuskreis i Regierungsbezirk Darmstadt i förbundslandet Hessen i Tyskland.